# Dasyhelea fasciigera
Dasyhelea fasciigera är en tvåvingeart som beskrevs av Jean-Jacques Kieffer 1925. Dasyhelea fasciigera ingår i släktet Dasyhelea och familjen svidknott. Inga underarter finns listade i Catalogue of Life.